# Slatanic Slaughter II – A Tribute to Slayer
Slatanic Slaughter II – A Tribute to Slayer – tribute album zrealizowany dla uczczenia działalności thrashmetalowej grupy muzycznej Slayer. Wydany został 19 grudnia 1996 roku przez Voice Records. Album zawiera interpretacje utworów zespołu Slayer w wykonaniu poniżej wymienionych grup.

## Lista utworów
Źródło.
1. "Die by the Sword" (w wykonaniu Necrophobic)
2. "Chemical Warfare" (w wykonaniu Luciferion)
3. "Hell Awaits" (w wykonaniu Cradle of Filth)
4. "Praise of Death" (w wykonaniu Sinister)
5. "Necrophiliac" (w wykonaniu Benediction)
6. "Angel of Death" (w wykonaniu Liers in Wait)
7. "Epidemic" (w wykonaniu Coffin Man)
8. "Raining Blood" (w wykonaniu Malevolent Creation)
9. "Silent Scream" (w wykonaniu Vader)
10. "Read Between the Lies" (w wykonaniu Anathema)
11. "Dead Skin Mask" (w wykonaniu Unanimated)
12. "Seasons in the Abyss" (w wykonaniu Disaffected)